# Shawanaga Lake
Shawanaga Lake är en sjö i Kanada.   Den ligger i Parry Sound District och provinsen Ontario, i den sydöstra delen av landet, 300 km väster om huvudstaden Ottawa. Shawanaga Lake ligger 243 meter över havet. Arean är 222 kvadratkilometer.
I omgivningarna runt Shawanaga Lake växer i huvudsak blandskog. Runt Shawanaga Lake är det mycket glesbefolkat, med 2 invånare per kvadratkilometer.